# Talang Sawah (Pulau Pinang)
Talang Sawah is een bestuurslaag in het regentschap Lahat van de provincie Zuid-Sumatra, Indonesië. Talang Sawah telt 666 inwoners (volkstelling 2010).